# フィスベーク
フィスベークまたはヴィスベーク (ドイツ語: Visbek) は、ドイツ連邦共和国ニーダーザクセン州フェヒタ郡の町村（以下、本項では便宜上「町」と記述する）である。

## 地理

### 位置
フィスベークはオルデンブルガー・ミュンスターラント内に位置するフェヒタ郡の北端の町で、西はクロッペンブルク郡、北はオルデンブルク郡と境を接している。町の中心から西部、北部、東部には、ベーケン・デア・エンデラー・ウント・ホルツハウザー・ハイで自然保護区の細長い土地が、砂地あるいは黄土・ローム質の湿った低地で自然に近い形の森を有したアウエ川、ツヴィルベーケ川、フィスベーカー・ブルーフバッハ川沿いに伸びている。町の南東部は州有林で自然保護区となっているヘレンホルツの 53 ha の部分を含む。ここは、古いオーク＝シデ混交林を主とする森林地帯で、池の畔の小さいが栄養に富んだ堤や、水辺の小さなハンノキの森など動植物の重要な生息地となっている。さらに町の西部、北部、東部は、ヴィルデスハウザー・ゲースト自然公園に属す。フィスベークはノルトクライス・フェヒタ保養地を構成する自治体でもある。

### 地形
この町の地形は、平坦な箇所と起伏のある箇所があり、南西から北東のアウエ川やツヴィルベーケ川に向かってわずかに下っている。農地、所々に設けられた土手、森、ゲースト（砂地の丘陵）が景観を造りだしている。最高地点（海抜 64 m）は、ハルター地区の南西、ハークシュテット集落のフォア・ヘックマンス・シュトラーセ農場にある。最低地点（海抜 25 m）は同時に町の最北端であり、ファルンホルン集落のミューレンヘーエ農場およびシュメールシュタイネ巨石墓の北のアウエ川沿いにある。住宅地となっているフィスベーク中心部の高度は海抜 44-54 m だが、家屋のないフィスベーカー・ブルーフバッハ川の低湿地は海抜 38 m まで高度が下がる。
地形上の特徴としては、ヴェーザー＝エムス分水界がフィスベーケの町域を南東から北西に向かって伸びている。

### 地質学と水文学
フィスベークの町は、北ドイツ低地の中でも、ザーレ氷期にあたる更新世後期のエムス＝フンテ＝ゲーストの中心にあたるクロッペンブルガー・ゲーストに位置している。フィスベーク周辺地域は主に氷河や川床の堆積物からなっている。ヒースが広がる町の北部は主に砂の、南部は湿ったローム質の更新世の堆積物からなる。ボーリング調査の結果、最表層の厚さは約 5-7 m である。この層は、厚さ約 10 m のローム質および粘土質の下層に支えられている。さらに深さ 25-30 m の砂地の層があり、地下水を採取するための豊かな帯水層となっている。地下水層の最上部は、深さ 2-6 m の位置にある。

### 気候
北海からの湿った北西風の影響を受け温帯海洋性気候が支配的である。フィスベークの長期平均気温は8.5℃から9.0℃、平均年間降水量は約 700 mm である。5月から8月の間に平均20日から25日の夏日がある。

### 自治体の構成
自治体フィスベークは人口約6,000人の教区集落フィスベークとこれに付随する13のバウエルシャフト（直訳: 農民共同体 ≒ 地区）からなる。アストルプ、ボンレヒテルン、エンデル、エルルテ、ハークシュテット、ハルター/マイヤーヘーフェン、ホーゲンベーゲン、ノルトデレン、レヒターフェルト、ファルンホルン/ジーデンベーゲン、ヴェステンデレンがそれである。このうちレヒターフェルトには教会がある。この区分の特殊性は、ハルターと近隣のマイヤーヘーフェン小集落、ファルンホルンと近隣のジーデンベーゲン小集落が行政機構上はそれぞれ二重集落として1つにまとめられている点にある。

### 隣接する市町村
この町に隣接する市町村は、北から時計回りに、グローセンクネーテン、ヴィルデスハウゼン、ゴルデンシュテット、フェヒタ、エムステークである。

## 歴史

### 新石器時代から中世

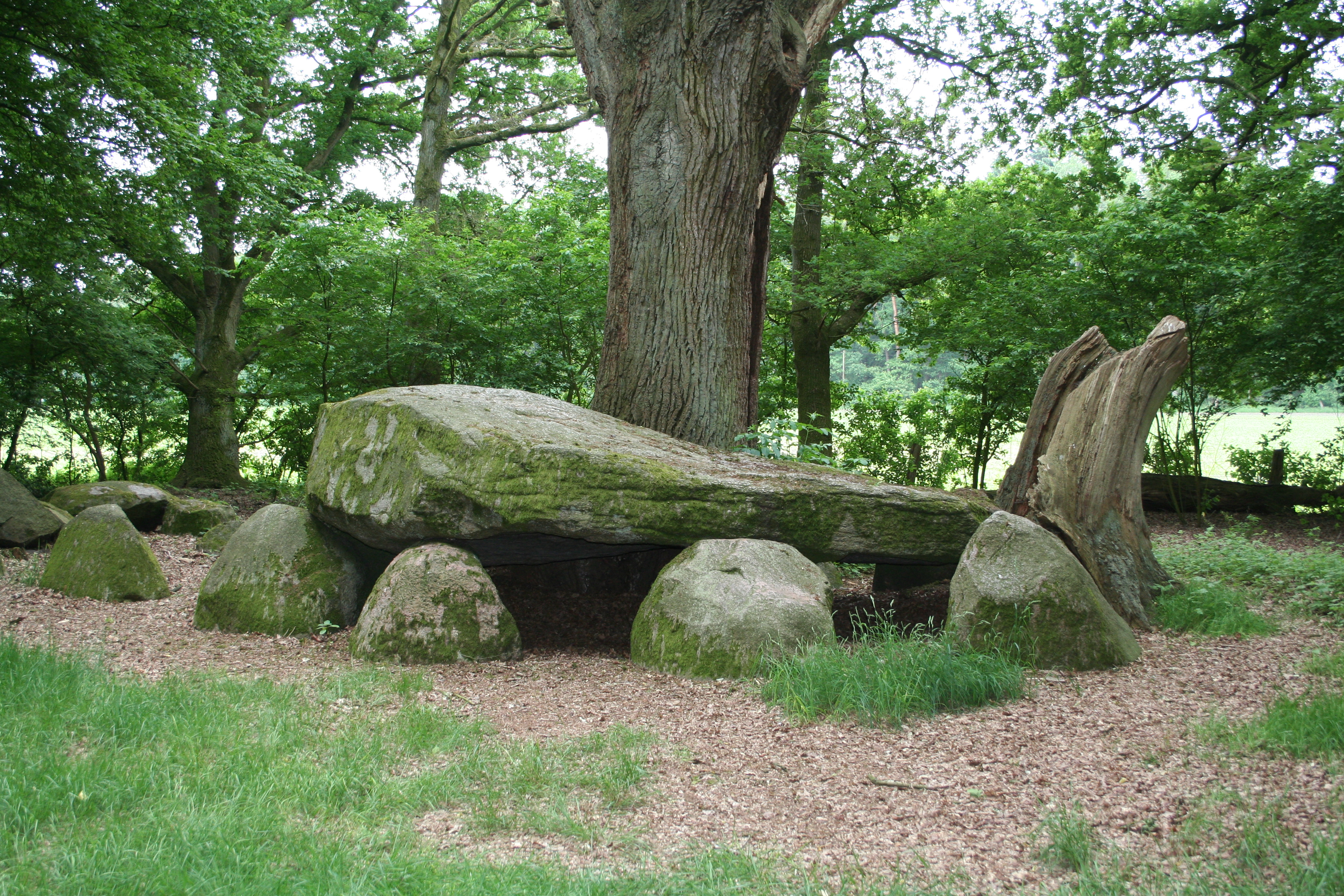
新石器時代の巨石墓ハイデンオプファーティシュ

新石器時代漏斗状ビーカー文化（TBK、紀元前3500年から2800年）の巨石墓が数多く現存することが示している通り、この地域では遅くとも新石器時代から定住が営まれていた。近年の、主に砂の採取や宅地開発といった土木作業により、考古学的遺物が発見されている。2011年から2012年のウーレンカンプ II 住宅地でも同様であった。
この他にフィスベーク＝ウーレンカンプのザクセン時代後期の墓地も重要である。この墓地は、そのほぼ全容が判明していることと、9世紀初めにまで遡る埋葬期間によって傑出している。この墓地は、フィスベークの修道院長ゲルベルト・カストゥスがその後半世紀にわたってレリガウ宣教の中心地となった宣教区を設けた、キリスト教化の時代に建設された。
フィスベーク修道院は、855年にドイツ人王ルートヴィヒが Fischboeki 小修道院 (ラテン語: cellula fischboeki) をコルヴァイに寄進した際に初めて文書に記録されている。これに対して、819年9月1日の敬虔王ルートヴィヒの特許状に fiscbechi という地名が書かれているが、これは完全な偽書である。この偽書には、fiscbechi と呼ばれるカストゥスの修道院と、その下位にある教会に対して完全な免税を認めると記されている。この文書は長年、後世に加工されたものであるとされていたが、10世紀後半に創作された完全な偽書であることが2012年に明らかになった。従って、この偽書に基づく、遅くとも800年にはフィスベークに宣教区が設けられていた可能性があるという説は、もはや確証がない。
遅くとも855年のドイツ人王ルートヴィヒが行った文書による寄進で、ベネディクト会フィスベーク修道院はその宣教区の所領や農民とともに、コルヴァイ修道院に属すことになったとされるが、この文書は完全な偽書ではないものの、部分的に（税、すなわち十分の一税に関して）偽造されたと考えられている。それによれば、フィスベーク宣教区から生じるすべての未来の収入はコルヴァイ修道院のものとなることが定められたと記されている。コルヴァイの偽書は、過去に遡る完全な偽書や申請文書の改竄は、それによってさらなる権利と収入を得る目的が背景にある。

#### 地名
フィスベークの古い表記には、Fischboeki（855年）、Visbichi、Visbacht、Visbechi（11世紀）、Visbike（1120年）、Visbich（1147/1149年）、Visbeke（1150年頃、1200年頃）および Visbike（1195/1198年）があり、Fischbach（直訳: 魚のいる川）を意味している。

#### 近現代
1252年に旧ラーヴェンスベルク＝フェヒタ伯領がミュンスター司教領に併合されたことにより、フィスベークも政治的にはミュンスター領となった。しかしそれまでオスナブリュック司教区であった後のニーダーシュティフト・ミュンスター（ミュンスター司教領北部地域）、すなわちアムト・フェヒタ、アムト・クロッペンブルク、アムト・メッペン（アムトは地方行政区分）の教会法上の高権をミュンスター司教が得たのは、1666年になってからであった。
歴史上のささやかなエピソードとして、皇帝ナポレオン1世が、ヴァルンホルン集落の1811年に建設された羊小屋で一泊したことが挙げられる。いわゆるフランス時代（1811年-1813年）、当時フィスベークはフランスのレムス＝シュペリュール県に属していたのだが、ある遠征の際に馬車の車輪が破損したため、ここで一夜を過ごしたとされている。しかしこれが事実であるかどうか確認されていない。
1803年2月25日の帝国代表者会議主要決議によりプロテスタントのオルデンブルク公がオルデンブルガー・ミュンスターラント、すなわち、アムト・クロッペンブルクとアムト・フェヒタ（フィスベークを含む）の世俗の権力を獲得した。しかしその住民たちは現在に至るまで主にカトリックを信仰している。オルデンブルガー・ミュンスターラントは、1946年までオルデンブルク大公国（1919年まで）およびオルデンブルク自由州の一部であった。当時はミュンスターレンディシェ・ゲーストとも呼ばれた。オルデンブルガー・ミュンスターラントは1946年以降はニーダーザクセン州に属した。オルデンブルガー・ミュンスターラントにおけるカトリックの宗教上の支配は、同じく帝国代表者会議主要決議に基づき、ミュンスター司教に帰した。1820年以降、ミュンスター司教のフェヒタ長官 (Bischöflich Münstersche Offizial in Vechta) は、オルデンブルガー・ラント全域の恒常的な代表者であった。カトリック教会の規則では、この地方は現在もミュンスター司教区に属している。

## 住民

### 宗教
2023年末の宗教統計を以下に示す。
- ローマ＝カトリック: 6,665人 (63.50 %)
- 福音主義: 1,344人 (12.80 %)
- その他: 2,487人 (23.70 %)

第二次世界大戦終戦まで、フィスベークはほぼ完全にカトリックの町であり、現在もカトリック信者が多数を占めている。宗教改革の時代には、フランツ・フォン・ヴァルデック司教の下で1543年からプロテスタントに改宗された。この頃、この地域では福音主義の宗教改革家ヘルマン・ボヌスが活動していた。フェルディナント・フォン・バイエルン司教による対抗宗教改革でこの地域は1613年に再びカトリック化された。第二次世界大戦終戦に伴い、難民や旧ドイツ東部領土から追放された人々がフィスベークに流入した。これらの故郷を逐われた人々の多くが福音主義信者であった。第二次世界大戦後の大きな経済発展の時代に労働需要が急増し、海外からのいわゆるガストアルバイターの大規模な導入がなされた結果、1960年代末からキリスト教以外の信者、特にイスラム教徒もフィスベークに定住し始めた。

## 行政

### 議会
フィスベークの町議会は、24議席からなる（2021年の改選時点）。これは人口9,001から10,000人の自治体の議員定数である。24人の議員は、5年ごとの住民選挙で改選される。
議会にはこの他に専任町長が投票権を持って参加する。

### 首長
ゲルト・マイヤー (CDU) は、2011年11月1日にフィスベークの第2代町長に選出された。彼は2019年11月1日に再選された。

### 紋章
図柄: 金地に青い斜めの波帯。その中に銀の魚が様式化されずに描かれている。
解説: 青い波帯は小川を象徴している。魚 (Fisch) と小川 (Bach) は地名 Visbek の軽い変形である。この紋章は1936年にオルデンブルクの内務大臣によって初めて認可されたのだが、その際にはコルヴァイ帝国修道院がこの町の領主となったことを示す855年という年号が紋章に記されていた。この紋章は1951年に現在の配色で内務大臣によって改めて認可された。この紋章の配色は、底辺の先が尖った十字をモチーフとするオルデンブルクの紋章にちなんでいる。旗は1969年に制定された者で、青、黄、青の配色で、さらに町の紋章が描かれている。

### ロゴ
フィスベークは長年の間、広報活動で紋章だけを用いていたが、2023年6月から新しいロゴを使用している。フィスベークの書体は、良く知られている紋章の青と黄色を基調とし、シンプルで個性的な手書き文字が混在しており、Gemeinde の「mein」の部分（「私の」という意味になる）が彩色されて強調されている。手書き文字との組み合わせは、強調された mein の部分、すなわち Mein Visbek（私のフィスベーク）と相まって、個人的な印象を与えることを意図している。ロゴの背景には、中央に市庁舎、キリスト教化を象徴するゲルベルト・カストゥス修道院長とその仲間、異教文化を象徴するエンゲルマンスベークの生け贄の台としったフィスベークのスカイラインが描かれている。スカイラインの両側には福音主義エマウス教会とカトリックのフィトゥス教会が配されている。

### 姉妹自治体
フィスベークは1988年から、2015年に廃止されたフランス、サルト県のポンヴァレン小郡に属す以下の9つの自治体と姉妹自治体協定を締結した。
| - セラン＝フルトゥルト - シャトー＝レルミタージュ - ラ・フォンテーヌ＝サン＝マルタン - マンシニエ - オアゼ | - ポンヴァレン - ルケイユ - サン＝ジャン＝ド＝ラ＝モット - イヴレ＝ル＝ポラン |

## 文化と見所

### 建築

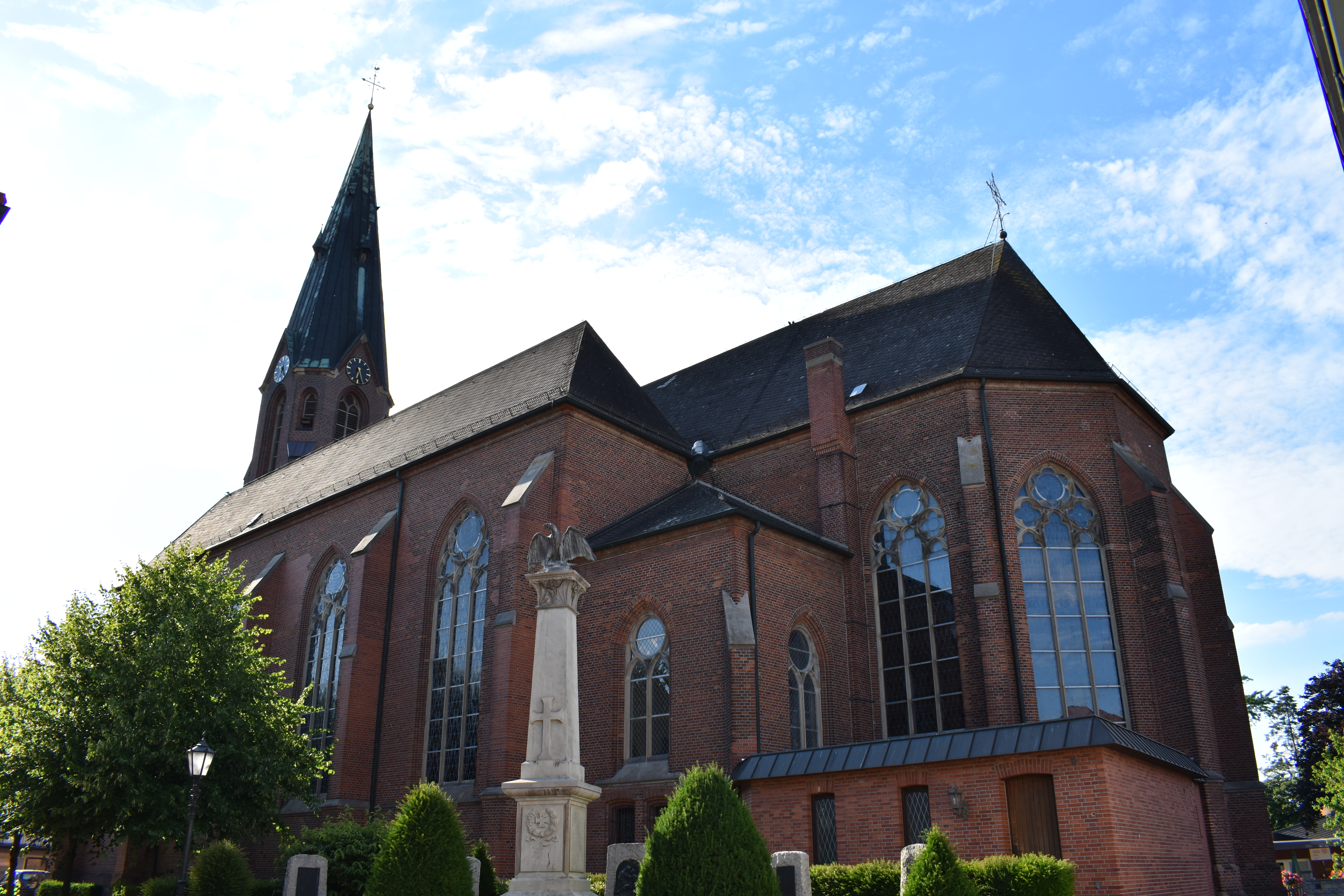
聖フィトゥス教会

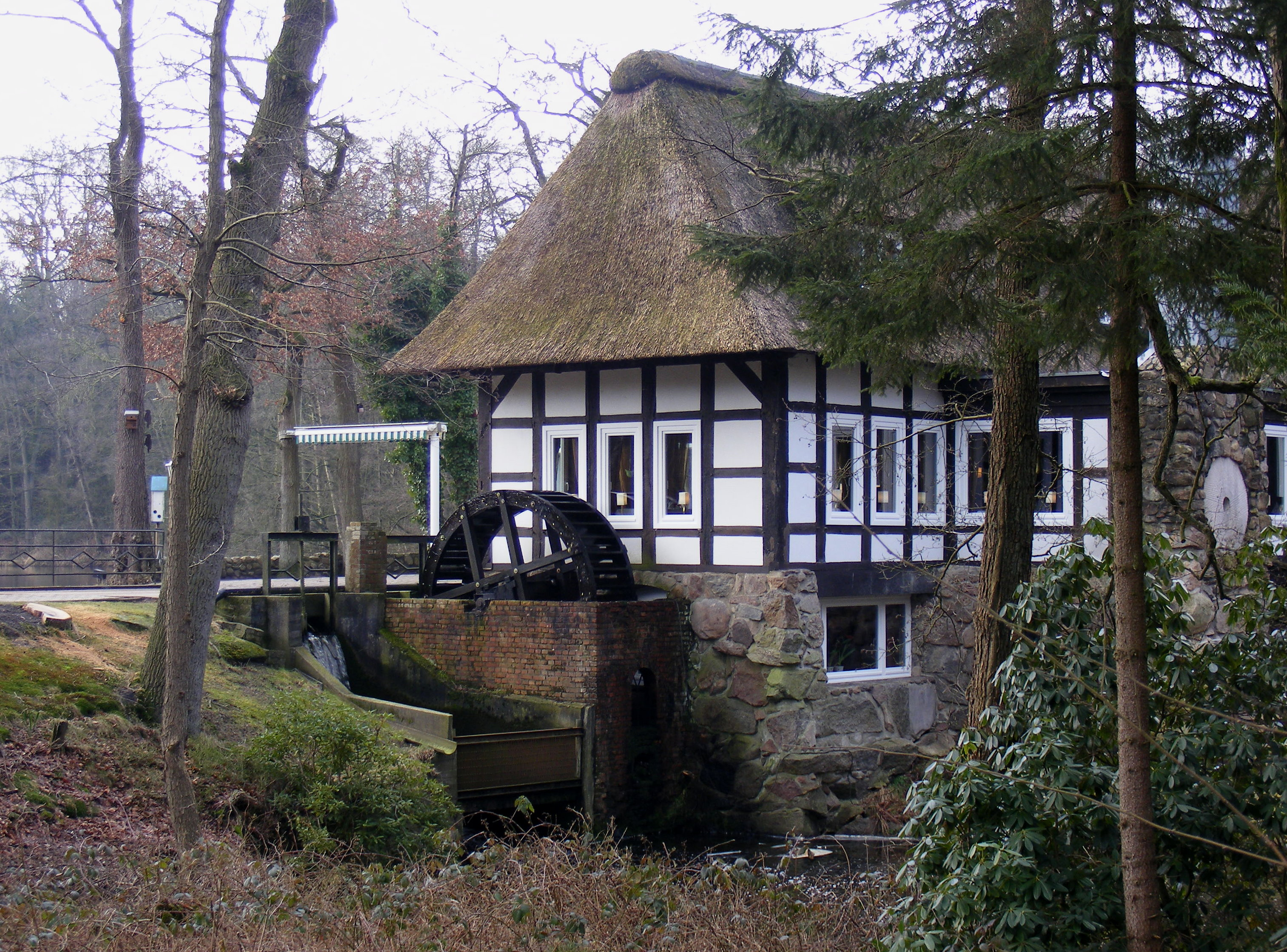
ノイミューレ

ローマ＝カトリックの教区教会である聖フィトゥス教会は1872年から1876年にミュンスターの建築家ヒルガー・ヘルテル（父）とオスナブリュックの建築家フランツ・クサヴァー・リュッツェによって建設された赤レンガの三廊式ネオゴシック様式ハレンキルヒェである。この教会は町の中心の最も高い場所に建っており、遠くからも望むことができる。5つの鐘（c♯、d♯、e、f♯、g♯）を有する教会塔は、頂上の十字架を含めて、高さ 65 m、建物の長さは約 53 m である。現在の教会の内部は、30.50 × 22 m である。内陣の長さは 13.30 m である。教会には約800席の信者席がある。6体の等身大の像（そのうち4体の教父像は、元々はおそらく主祭壇のものであった）は、ミュンスターの彫刻家ヨハン・ヘインリヒ・ケーニヒ（1705年-1784年）の作品である。教父以外の2体は、幼子を抱くマリアと洗礼者聖ヨハネである。教会北側のクロスター広場（修道院広場）にはオスナブリュックの聖堂彫刻家ヴィリー・ヴィッテが1984年に制作したブロンズ像が設置されている。この作品はゲルベルト・カストゥス修道院長、司祭フォルカート（ヴィレハート司教の友人）、2人の仲間であるエミヒ伯を表している。
同じくカトリックの支教会である聖アントニウス教会は、レヒターフェルト地区にある。この教会は、控え壁で壁面を支える構造のレンガ造りネオゴシック様式のザールキルヒェで、1901年にルートヴィヒ・ベッカーが建設した。西側の高さ 30 m の教会塔と4間の身廊、三面を囲まれたわずかに歪んだ四角形の内陣からなる。八角形の塔の上層には時計室と鐘楼が設けられており、尖った宝形造の屋根を戴いている。身廊は、内陣まで続く切妻屋根を戴いている。ガラスの取り付け工事は一部デリックス・グラススタジオが担当した。主祭壇は創建時に創られたもので、その中には1520/30年に制作された磔刑図のレリーフが収められている。ピエタは15世紀初めに創られたもので、マリアの頭部は作り直されている。洗礼者聖ヨハネ像は1740年頃にジモン・イェレマンによって制作された。
エンデルにあるカトリックのマリエン礼拝堂は木組み建築である。三十年戦争で酷く損傷したが、1694年に再建された。これはオルデンブルガー・ミュンスターラントで最も古い告解礼拝堂である。マリエン礼拝堂は1965年に現在の形に修復され、50席の信徒席とブロンズ製の鐘を持つ。
マリエン礼拝堂の北側にシェーンシュタット運動の中心地で、シェーンシュタット小礼拝堂を併設したマリエンシュタイン館がある。
福音主義ルター派のエマウス教会は、1997年にハンブルクの建築事務所グルントマン+ハインの設計に基づいて新築された。窓の配置によってもたらされる光の演出が空間効果にとって根本的に重要である。丸みを帯びた祭壇室の後ろ壁は、天窓によって特に強調されている。十字架はその光の前に建っており、他の壁は陰になっている。祭壇室の壁は、彩色された窓によって身廊側壁と天井まで分離されている。教会の窓は、ハンブルクのグルントマン＝ヴィーナート夫人のデザインに基づき制作された。教会の壁にはスウェーデンの芸術家アンネリー・マハシェフェスによるタペストリーが飾られている。この教会が新築される以前、ここには緊急教会（訳注: 急激な人口増に対応するための仮教会）としてオットー・バルトニングのディアスポラ礼拝堂が建っていた。この礼拝堂は1953年に建設され、1996年にリトアニアの Sudargas に移転した。バルトニングの緊急教会は、オルデンブルガー・ミュンスターラントではフィスベークの他にシュタインフェルト (オルデンブルク)に1982年まであり、バクムとガレルでは2022年現在も利用されている。
フィスベーク、アストルパー通り沿いのルルドのグロットは、あるフィスベーク住民が重病の妻が回復したことを感謝して1906年に造営した。グロットの石は南フランスで産出したものである。木彫の聖母像は、オーバーアマガウで創られたものである。フィスベークのグロットは、世界的に有名な南フランスにあるオリジナルのグロットと形や素材が同じに造られている。
フィスベーク・カトリック教会の十字架の道は、1856年にフィスベーク中心部の北側に建設された。1955年から、ブレーメンの彫刻家クルト・レトフが制作した焼成粘土で創られた留の碑が設置されている。聖金曜日に信者らは、歌い、祈りながらフィスベーカー・ブルーフバッハ沿いに、アールホルナー通りの第XII留まで十字架の道を歩く。もう一つの十字架の道は銅のレリーフが施された迷子石群からなっており、エンデルのシェーンシュタット小礼拝堂に続いている。
エンデル地区のアウエ川沿いに建つ水車コーケンミューレとノイミューレは、2008年からニーダーザクセン・ミューレン街道（風車/水車街道）のステーションとなっている。この他の水車には、同じくエンデル地区のアウエ川上流にあるシュテューフェンミューレ（1501年建造の穀物を挽くための水車および黒パンを焼く窯。見学不可）、ファルンホルン/ジーデンベーゲン地区のツヴィルベーケ川沿いに10世紀から存在するフーベルトゥスミューレ（水車のための池と2007年の火災後に新築された建物がある）と、自然保護区の魅力的な森の中に1474年の文書に初めて記録された旧貴族館グート・ブルミューレ（ブラーミューレ）がある。ブラーミューレの水車用の池は現在も元の姿のまま遺されている。
2018年5月4日にフィスベーク郷土協会の会館に常設展示室アルケオフィスベーク (ArchäoVisbek) が開館した。このプロジェクトは、2016年から運用が開始された欧州連合の LEADER-予算からの資金で支援された。アルケオフィスベークは、フィスベークの考古学と歴史に関する概要を紹介し、歴史的な文物やかつてフィスベークで行われた大規模発掘による出土品を展示している。この施設は、世代を超え、地域を超えた教育および学習の場となることを目指している。展示されているのは、たとえば、巨石墓時代から現代までの埋葬文化の変遷やこの地域のキリスト教化といった考古学的・歴史学的な資料である。木組み建築工法や工芸の技術的な進歩についても光が当てられている。展示のハイライトの1つが馬の墓である。地面のはめ込まれた展示ケースに展示されているこの馬は、フィスベークのウーレンカンプ地区での考古学的調査で発掘された実際の馬の骨を元に復元されたものである。アルケオフィスベークは、考古学者や歴史学者の知識の源泉についても紹介している。

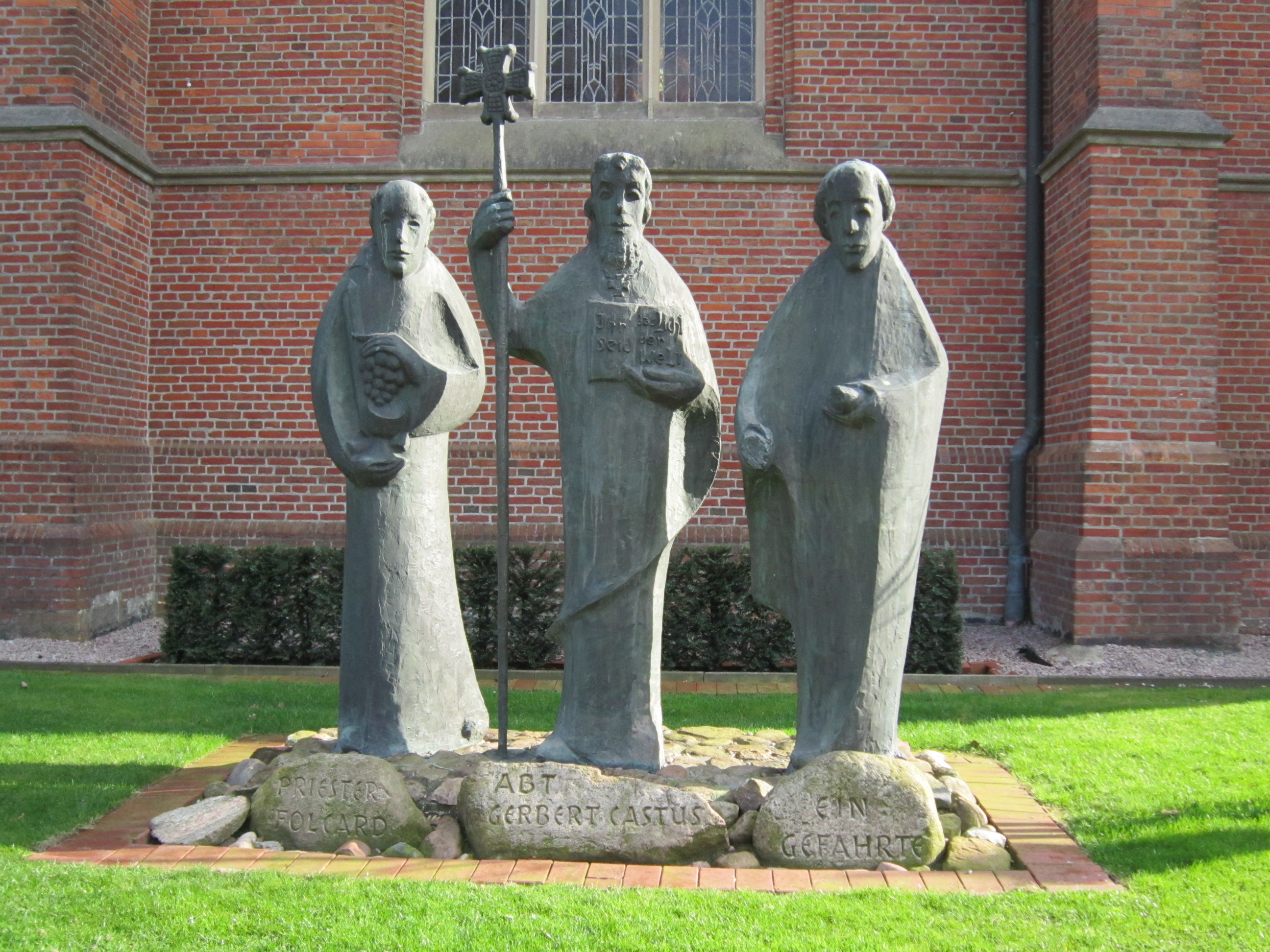
聖フィトゥス教会前のゲルベルト・カストゥス修道院長、司祭フォルカート、エミヒ伯の銅像
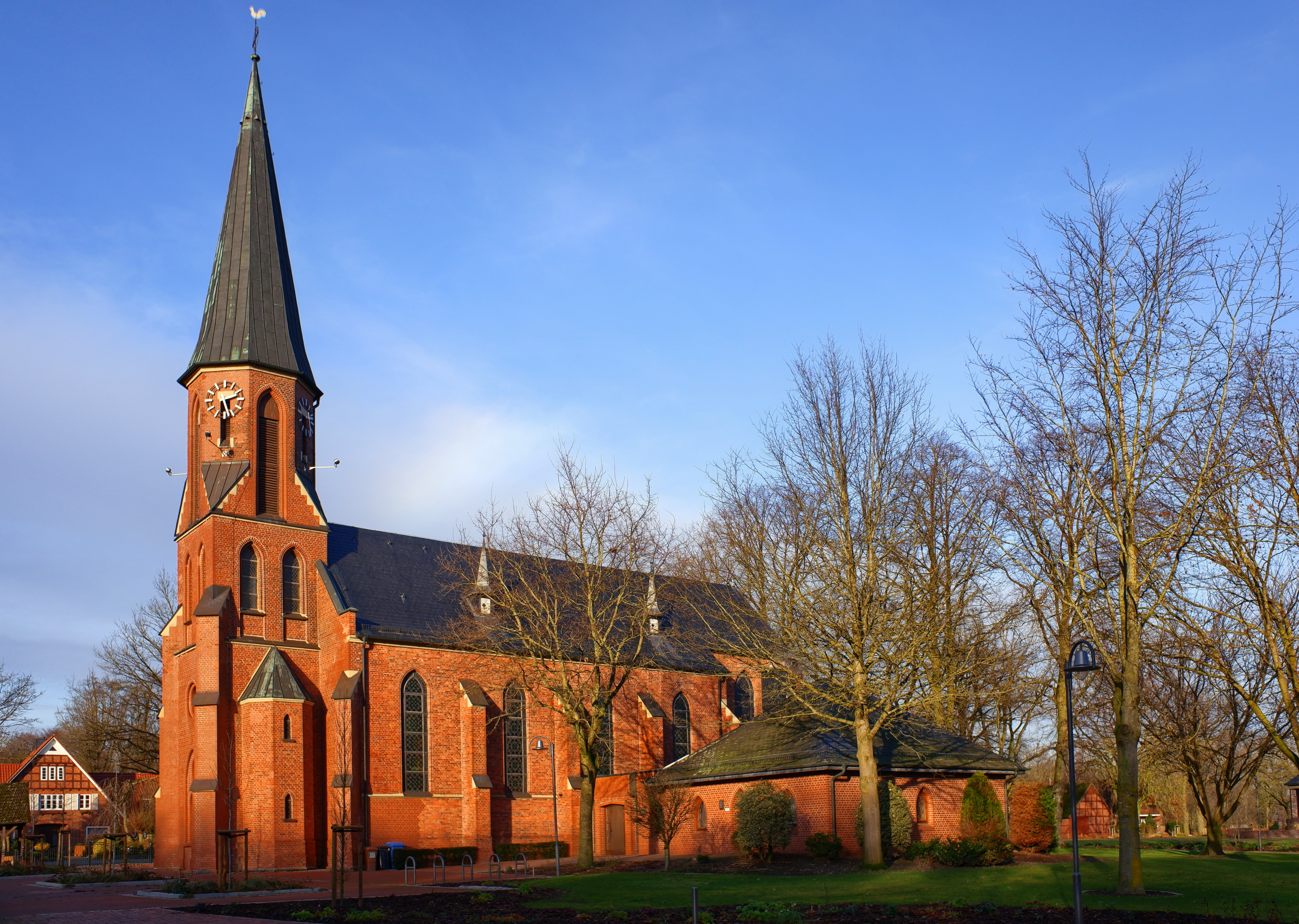
レヒターフェルト地区の聖アントニウス教会
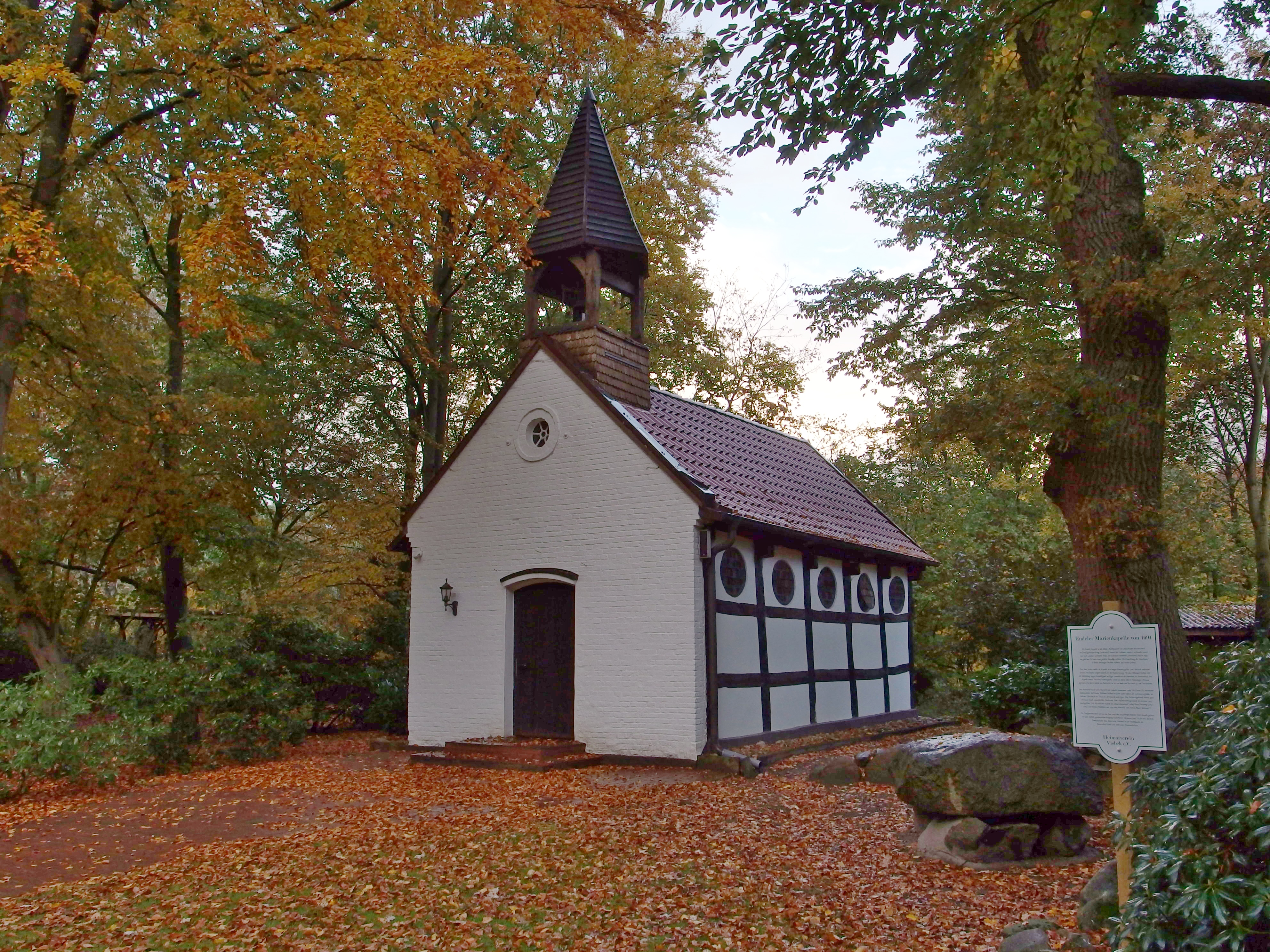
エンゲル地区のマリエン礼拝堂
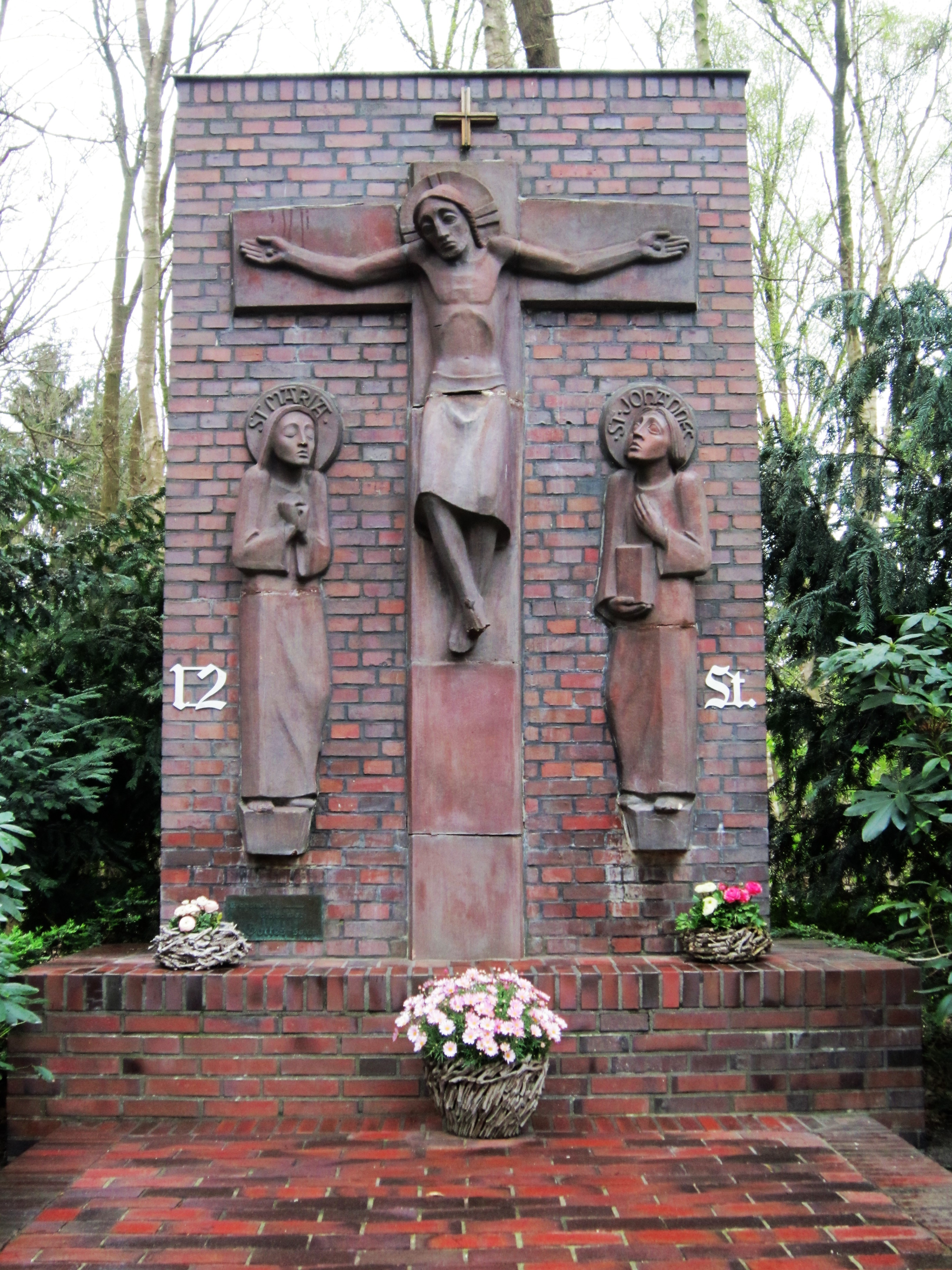
フィスベーク十字架の径第XII留
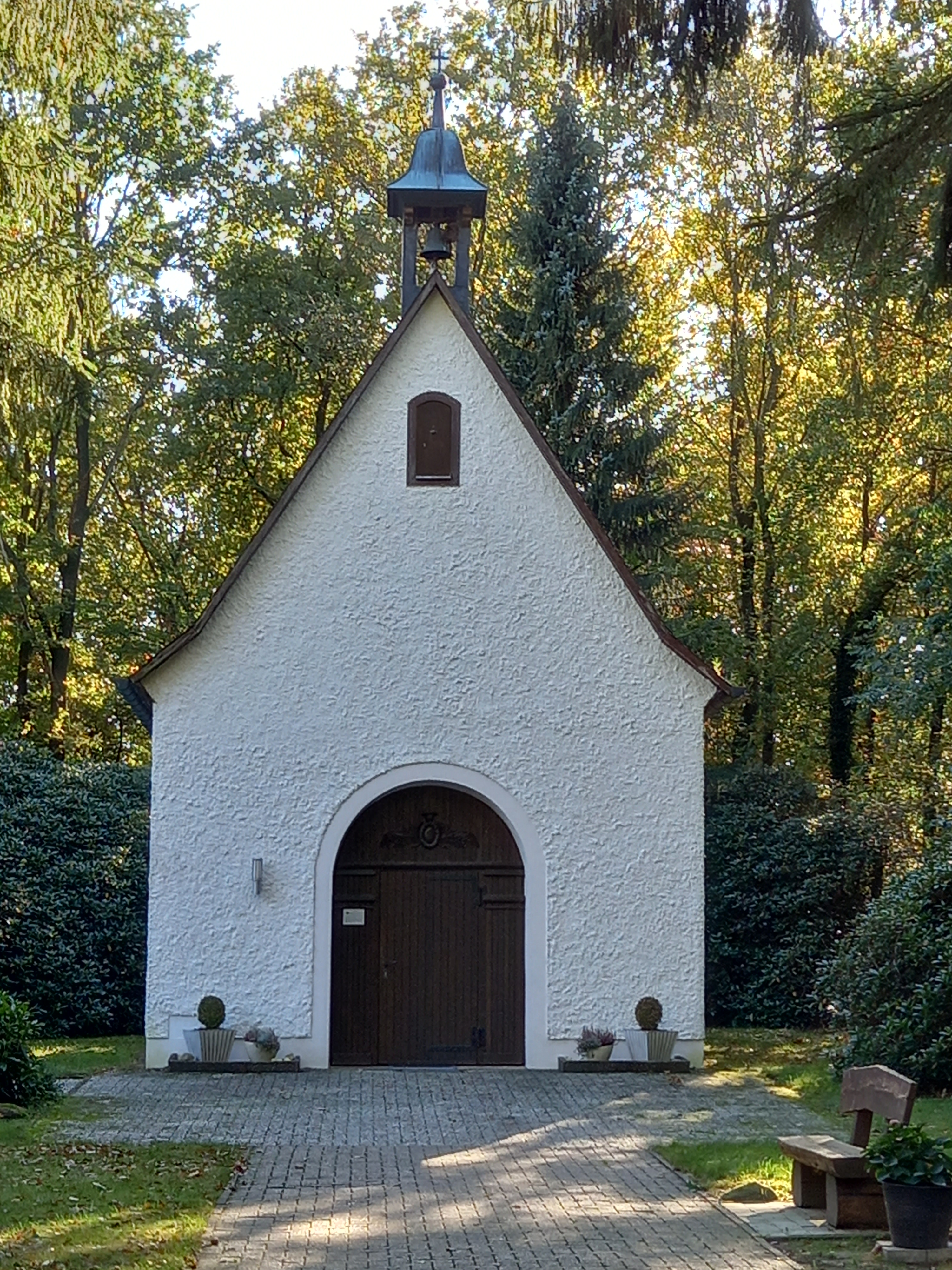
シェーンシュタット小礼拝堂
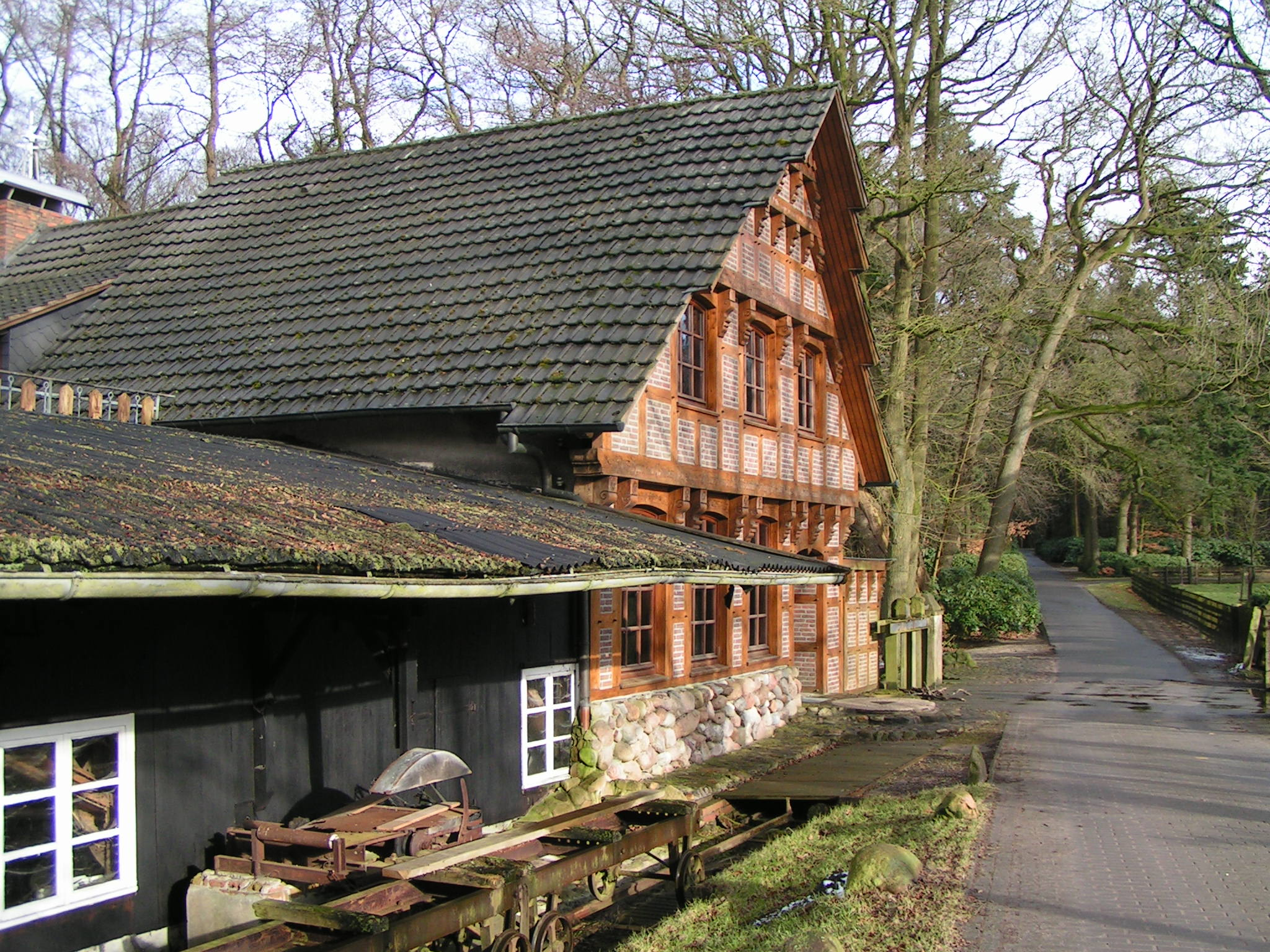
コーケンミューレ
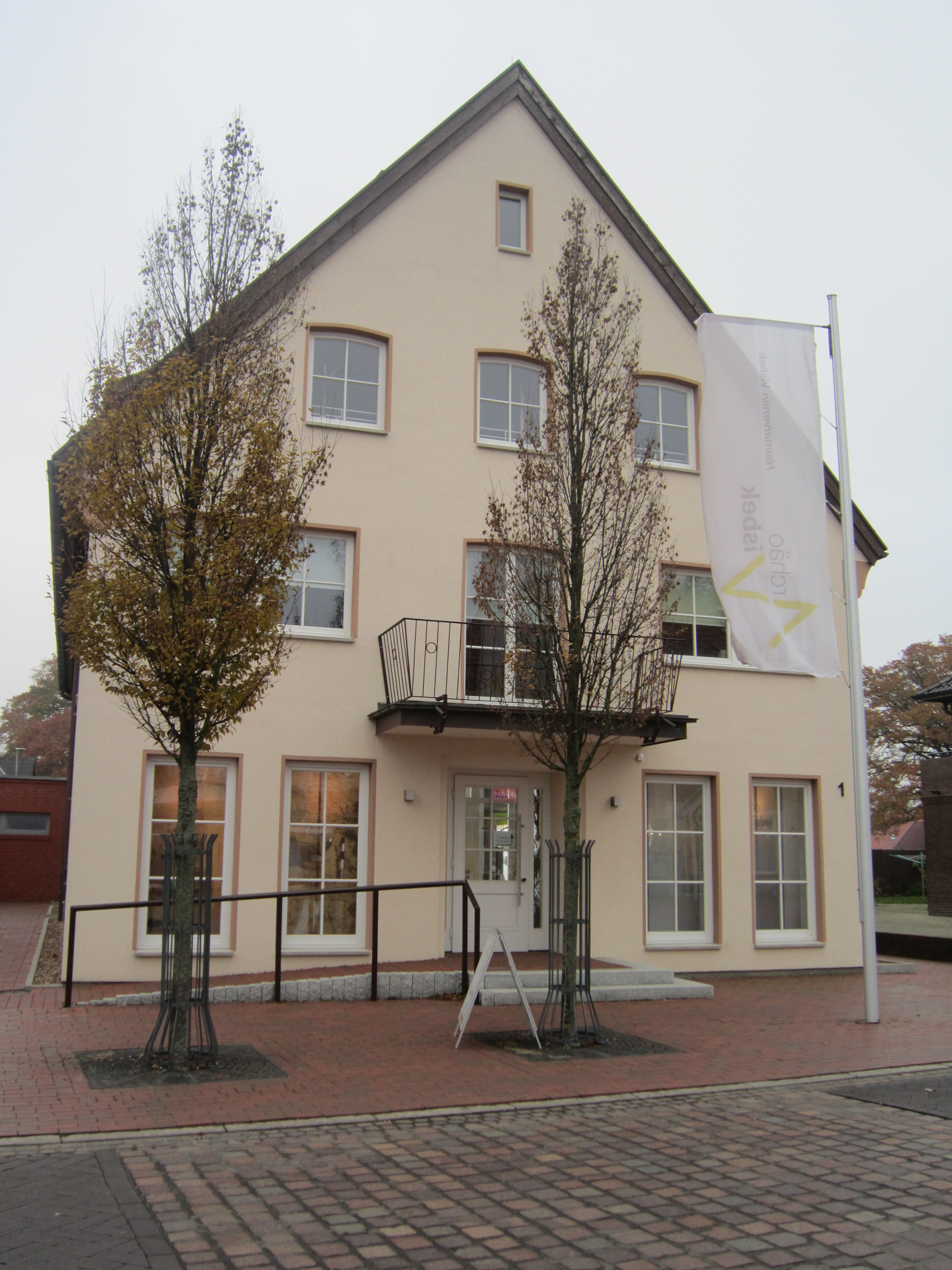
アルケオフィスベーク

### ベーケン・デア・エンデラー・ウント・ホルツハウザー・ハイデ自然保護区
町の中心部の西、北、東の、アウエ川、ツヴィルベーケ川、フィスベーカー・ブルーフバッハ川の低湿地に沿って、自然のままに近い状態の水辺の林を含むベーケン・デア・エンデラー・ウント・ホルツハウザー・ハイデ自然保護区が広がっている。

### 新石器時代の巨石墓
フィスベーク町内には、新石器時代漏斗状ビーカー文化（紀元前3500年から2800年）にまで遡る巨石墓が存在している。エンゲルマンスベーケのハイデンオプファーティシュ巨石墓やシュテューフェンミューレ巨石墓（ともにエンデル地区）およびファルンホルン地区のミューレンシュタイネ巨石墓とシュメールシュタイネ巨石墓がそれである。フィスベーカー・ブラウト巨石墓やフィスベーカー・ブロイティガム巨石墓群は、郡境となっているアウエ川の対岸、したがってオルデンブルク郡側にあるが、フィスベーカー・ブロイティガムはハイデンオプファーティシュからわずか 200 m ほどの距離にある。フィスベーク周辺やヴィルデスハウザー・ゲースト地域には他にも大奥の巨石遺跡が点在している。これらはいずれも欧州文化街道の1つである巨石文化街道で行くことができる。

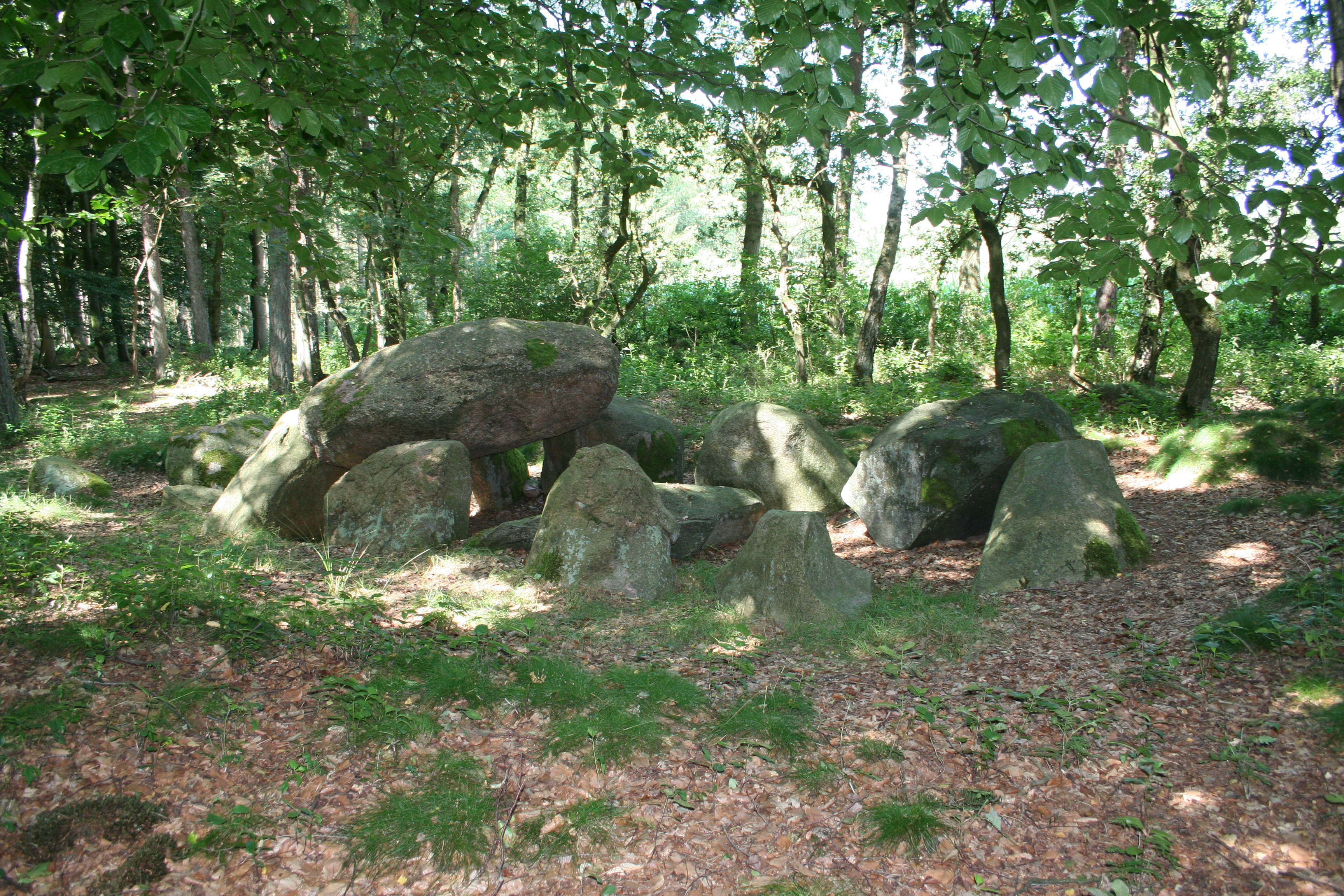
ミューレンシュタイネ巨石墓
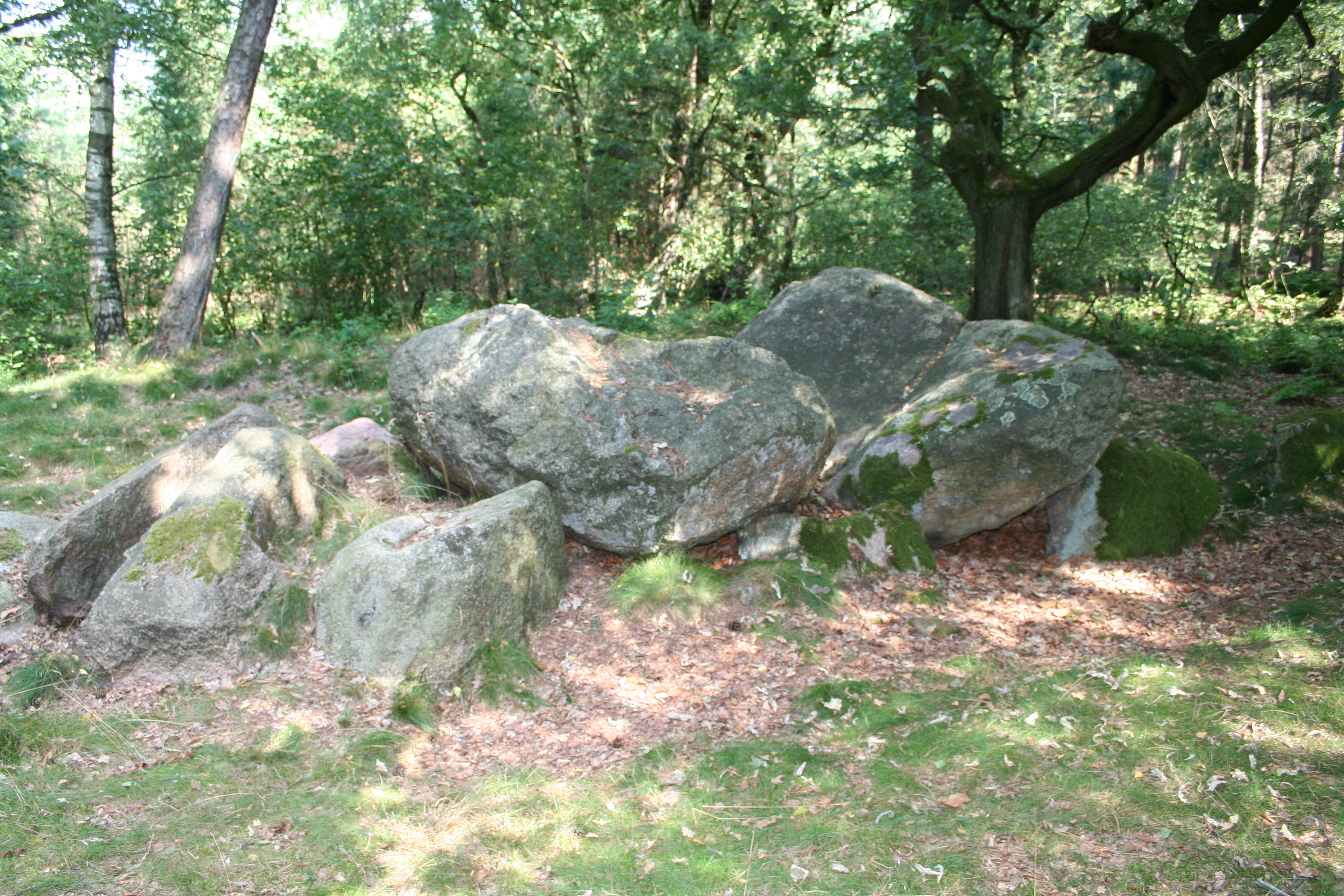
シュメールシュタイネ巨石墓

### スポーツ、レジャー、クラブ
フィスベークでは20以上のスポーツクラブやレジャークラブが広範なレジャーやスポーツの機会を提供している。馬術競技では2つのクラブがあり、多くの屋内乗馬場とポニー広場が1箇所ある。射撃競技については、フィスベーク聖フーベルトゥス射撃クラブと地区ごとにいくつかの射撃クラブがある。体育館 3施設、屋内プール 1施設、いくつかのグラウンド、テニスコート、屋内テニスコートがある。さらにこの他にも、消防団、合唱団、郷土クラブ、教会関連クラブなど多くのクラブがある。

### 年中行事
- 毎年聖霊降臨祭にフィスベーク射撃クラブが伝統的な射撃祭「プフィングステン・バイ・デン・タネン」を開催している。
- 5月の最終土曜日に、地元バンドや全国的なバンドが出演する野外フェスティバル「フィスベーク・ロックト」が開催される[43]。
- フィスベーク音楽クラブは毎年クリスマス・イブに町役場の塔で「トゥルムブラッセン」（直訳: 塔の吹奏楽）を行っている。

## 経済と社会資本

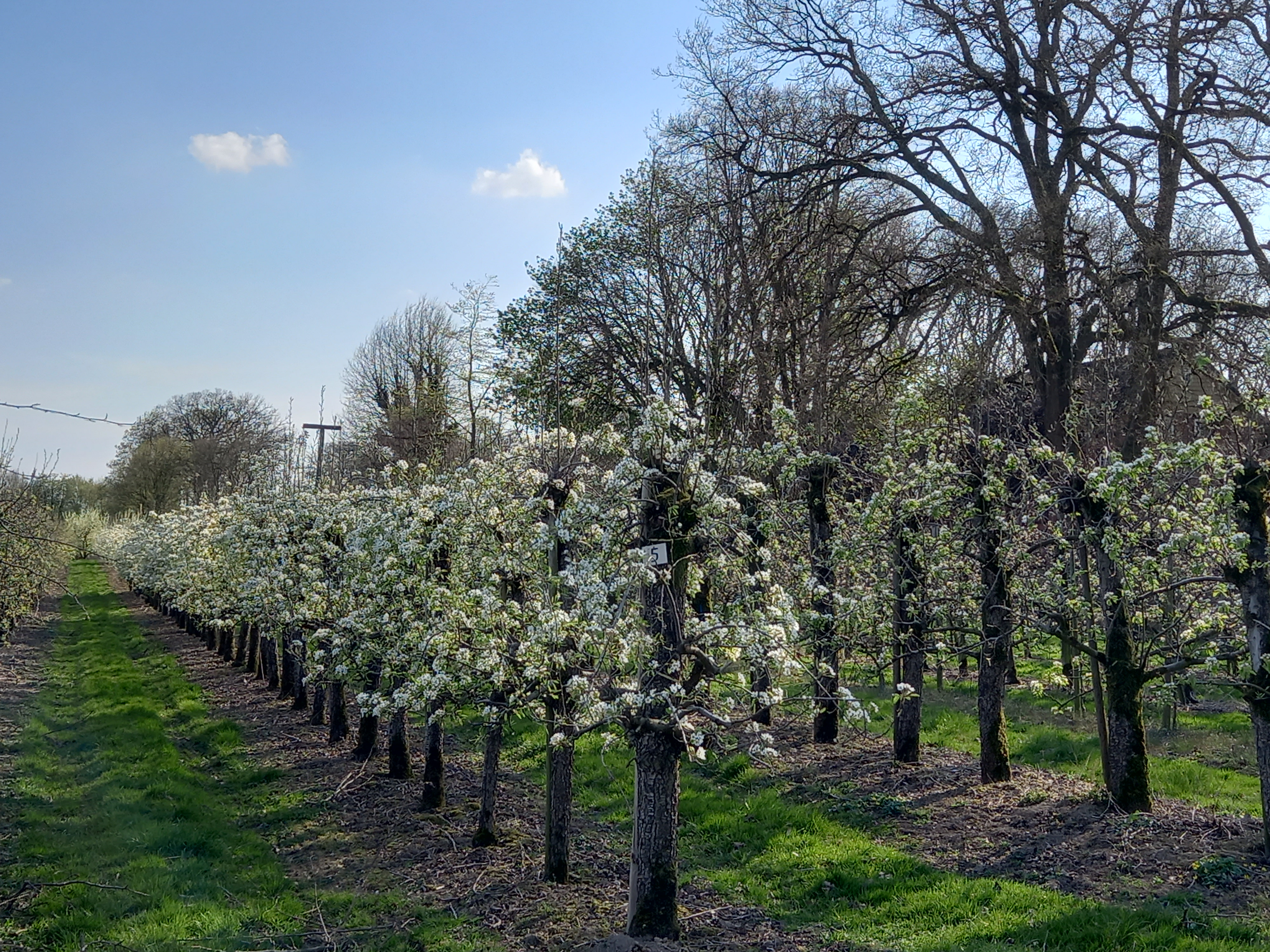
ハークシュテット地区の果樹園

かつて純粋な農村であったフィスベークは、第二次世界大戦後により一般的な経済構造体に発展した。集約的な果実・野菜・穀物栽培および家禽類や豚の集約的畜産業の他に、鶏肉処理・加工業、動物栄養学、キノコ栽培、電気工学、機械・プラント建設、木材加工、合成樹脂、電子データ処理といった分野の企業が存在する。

### 地元企業
フィスベークにはドイツ最大の鶏肉製品販売業者がある。リヒテンシュタインの PHWグループがレヒターフェルトに経営本部を置いているほか、EWグループ（動物飼育、動物薬学、診断額分野）がフィスベークに本社を置いている。かつてのフィスベークの鶏肉加工業者シュトレ兄弟社は2011年からプルコン・フード・グループの一部となっている。鶏肉関連産業の他に、ポリマー加工業者のレーハウ AG + Co がフィスベークで工場を操業しており、オートメーション工学分野のシュルツ・システムテクニーク GmbH の本社もある。

### 天然ガス採掘
フィスベーク町内、特にファルンホルン/ジーデンベーゲン地区では、ドイツとしてはかなりの規模の天然ガス採掘が行われている。

### 観光業

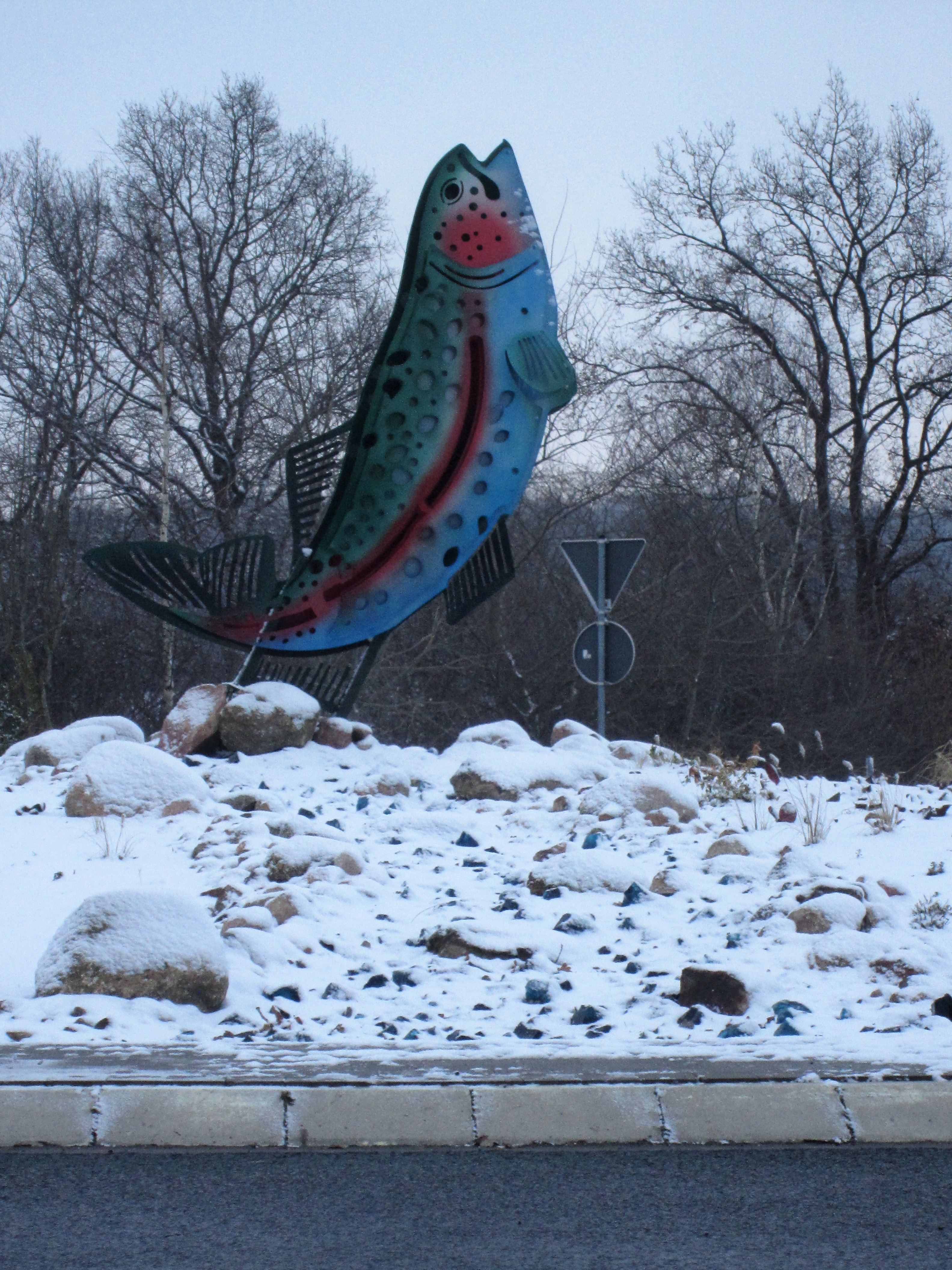
ラウンドアバウトのアート作品の1つ

ドイツ観光街道のボクセンストップ＝ルートとニーダーザクセン・ミューレン街道（風車/水車街道）がフィスベーク町内を通っている。ヤコブの巡礼路網に属すピッカーヴェーク、青銅器時代に成立した古道フォルクヴェークの一部であるロイターヴェーク、広域自転車道3-ゼー＝ルートがフィスベークを通っている。フィスベークとノルトデレンとの間にあり、中世から重要だったピッカーヴェークとロイターヴェークとの交差点は、現在はアウトバーンのジャンクションとなっている。さらにフィスベークには11の周遊ツアーがあり、遊歩道と自転車道の全長は 200 km である。レンタサイクルもある。宿泊施設としては、一連のホテルや Ferienwohnung（直訳: 休日の家、民泊に似た形態の宿泊施設）がある。フィスベークはノルトクライス・フェヒタ保養地に属しており、町の北部はヴィルデスハウザー・ゲースト自然公園に含まれる。過去と現在のフィスベークを巡るバーチャルツアー「ハイデンオプファーティシュからアルケオフィスベークへ」がインターネット上で提供されている。

### 交通
2007年からバイパス道路が開通し、フィスベークの中心部の交通量が軽減されている。ドライバーは、ヴィルデスハウゼンからフェヒタまでの過程で5つのラウンドアバウトを通過する必要があるが、その5つ全てのラウンドアバウトにアート作品が設置されている。
ブレーメン/ハンブルクおよびオスナブリュック/ミュンスターへ行く連邦アウトバーン1号線のクロッペンブルク・インターチェンジは、フィスベークの中心部から南西に約 7 km の位置にある。オルデンブルク方面へ向かう連邦アウトバーン29号線へもこのインターチェンジから行くことができる。州道 L873号線は、北東のヴィルデスハウゼンや西のクロッペンブルク（シュナイダークルーク経由）とフィスベークとを結んでいる。州道 L880号線は、北西のアールホルンや南東のゴルデンシュテットとフィスベークとを結んでいる。拡充された郡道 K334号線（フィスベーカー・ダム）が南の郡庁所在地フェヒタとを結んでいる。
フィスベークは、フェヒタ郡交通共同体の枠組みで、moobil+ によってオルデンブルガー・ミュンスターラントの公共旅客交通網に組み込まれている。

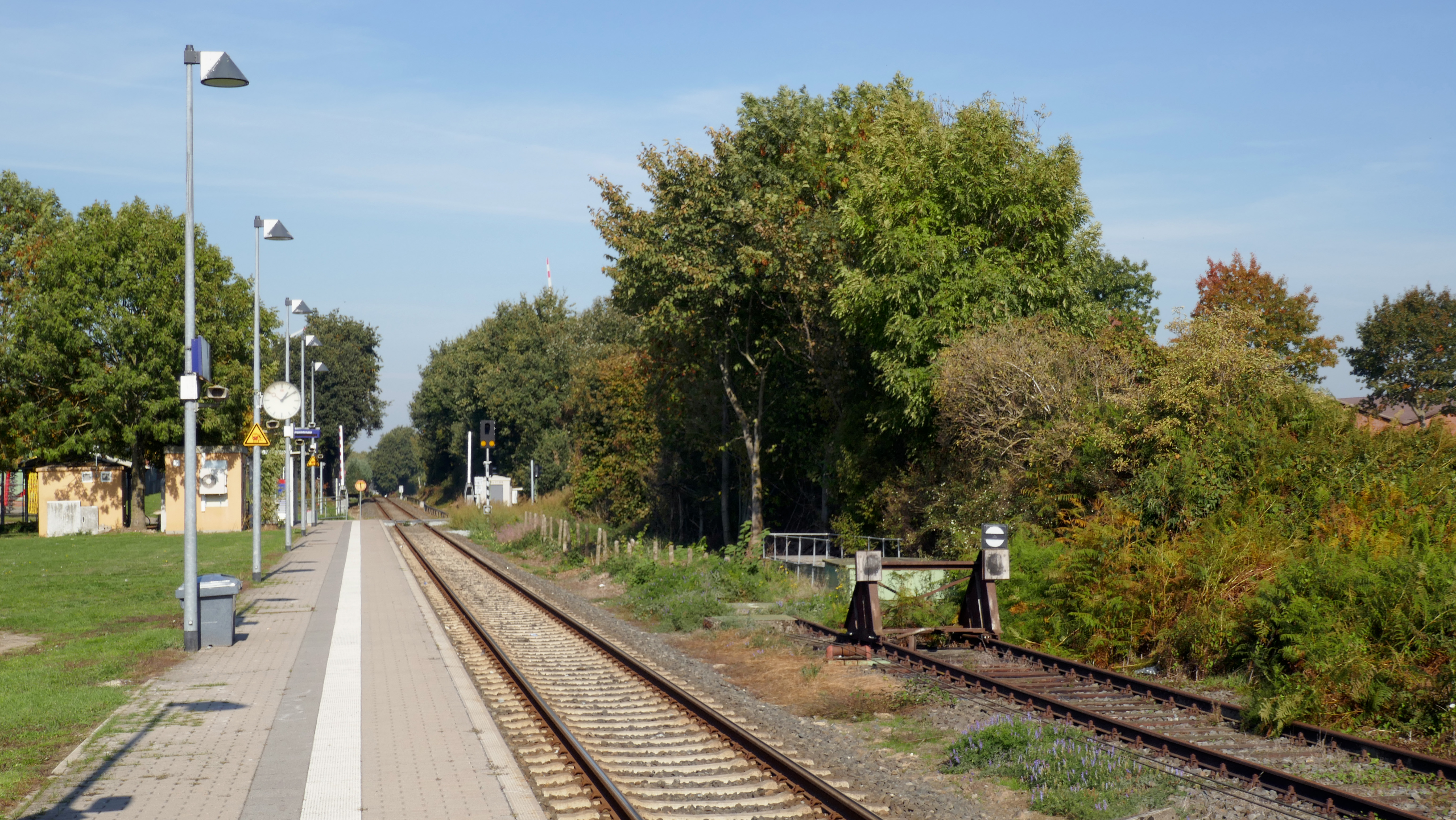
レヒターフェルト駅

この町は鉄道デルメンホルスト - ヘゼーペ線沿いにある。この路線は2000年から定期運行が境され、ノルトヴェストバーンによって RB 58 ブレーメン - フェヒタ - オスナブリュックが運行されている。日中は両方向ともに1時間ごとに運行している。フィスベークの駅は、中心街から東に約 6 km 離れたレヒターフェルト地区にある。
最寄りの空港はブレーメン空港 (40 km) とミュンスター・オスナブリュック空港 (90 km) である。アールホルン（隣接するグローセンクネーテンの地区）にかつて軍事飛行場があったが現在は利用されておらず、流通・テクノロジー・産業パークに改造されている。最寄りの国際空港は、ハンブルク空港 (140 km)、ハノーファー空港 (110 km)、デュッセルドルフ空港 (200 km) である。（距離はいずれも直線距離である。）

### 教育、文化
- アルケオフィスベーク: 考古学・歴史情報センター[55]
- ベネディクト＝シューレ・フィスベーク: オーバーシューレ
- ゲルバートシューレ・フィスベーク: 基礎課程学校
- レヒターフェルト基礎課程学校
- ハークシュテット/エルルテ基礎課程学校
- 聖エリーザベト幼稚園
- 聖ラファエル幼稚園
- 聖アントニウス幼稚園
- 聖フランツィスクス託児所
- エルルテ学校幼稚園[56]

### 健康、介護、家族教育
一連の小規模な医院や歯科医の他に、フィスベークには婦人科専門外来病院、老人/養護施設、社会福祉ステーション、さらに2018年からは教育と家族の家（旧家族の家）がある。
- 聖フィトゥス専門病院[57]
- 聖ベネディクト介護センター老人・介護ホーム[58]
- ノルトクライス・フェヒタ社会福祉ステーション - フィスベーク介護拠点[59]
- 教育と家族の家フィスベーク[60]

### 警察、消防、救急、災害救助
警察、防災、事故時の救命、その他の救急サービスには以下の機関がある。
- フィスベーク派出所[61]
- フィスベーク消防団[62]
- マルタ救急サービス e.V.[63]
- ドイツ・ライフセービング協会フィスベーク支部 e.V.[64]

### メディア
フィスベークでは以下の日刊紙が刊行されている。
- オルデンブルギシェ・フォルクスツァイトゥング（フェヒタ）
- ノルトヴェスト＝ツァイトゥング（オルデンブルク）

## 人物

### 出身者
- ゲオルク・キューリング（1886年 - 1963年）政治家
- ヨハネス・バールマン（1960年 - ）ブラジルのÓbidos司教

## 関連図書
- Ludwig Strackerjan (1879), “Hünensteine im Oldenburgischen”, Die Gartenlaube (7):  p. 119–123
- Niedersächsisches Jahrbuch für Landesgeschichte, Band 31. August Lax Verlagsbuchhandlung Hildesheim. (1959)
- Bernhard Ruholl, ed (1969). Missionszelle und Missionsbezirk Visbek: 819–1969 – 1150 Jahre Visbek. Vechta
- Heimatverein Visbek, ed (1990). Chronik Visbek 1: Urzeit–1900. Visbek: Heimatverein Visbek e.V.. ISBN 978-3-88441-033-2
- Heimatverein Visbek, ed (1990). Chronik Visbek 2: 1901–1988. Visbek: Heimatverein Visbek e.V.
- Bernhard Brockmann (1994). 1175 Jahre Visbek: 819–1994. Visbek
- Bernhard Brockmann (1996). Die Christianisierung des Oldenburger Münsterlandes. Abt Gerbert-Castus in seiner Zeit. Vechta: Plaggenborg. ISBN 978-3-929358-51-3
- Theo Kölzer (2015), Heimatbund für das Oldenburger Münsterland, ed., “Ludwigs des Frommen Urkunde für Visbek (819?) und die Etablierung kirchlicher Strukturen im Sächsischen”, Jahrbuch für das Oldenburger Münsterland 2016:  pp. 24–40, ISBN 978-3-941073-19-7
- Ilona Becker. Zu schade zum Vergessen. Die Pferde der Visbeker Sachsen. 42-
- Manfred Balzer (2021), “Abt Castus von Visbek. Aufsatz”, Nordmünsterland. Forschungen und Funde 8:  pp. 7–63